# Gunung Baringin (Panyabungan Timur)
Gunung Baringin is een bestuurslaag in het regentschap Mandailing Natal van de provincie Noord-Sumatra, Indonesië. Gunung Baringin telt 1409 inwoners (volkstelling 2010).